# Elacatinus atronasus
Elacatinus atronasus és una espècie de peix de la família dels gòbids i de l'ordre dels cipriniformes que es troba a les Bahames.